# Parafia Narodzenia Najświętszej Maryi Panny w Woli Osowińskiej
Parafia Narodzenia Najświętszej Maryi Panny w Woli Osowińskiej – parafia rzymskokatolicka w Woli Osowińskiej

## Historia
O powołanie Parafii w Woli Osowińskiej wystąpili mieszkańcy miejscowości Wola Osowińska, Osowno, Oszczepalin, Krasew, Nowiny, Pasmugi i Borki pisząc list do biskupa siedleckiego, w którym prosili o uwzględnienie, że Wola Osowińska to duża wieś i tu powinna znajdować się parafia, gdyż do Kocka, Ulana i Wojcieszkowa do kościoła jest za daleko. Po zaakceptowaniu listu parafia została erygowana 8 września 1930 przez ówczesnego biskupa diecezji siedleckiej Henryka Przeździeckiego. W skład parafii weszły wtedy wioski należące do Parafii w Kocku: Wola Osowińska, Nowiny i Osowno, z Parafii w Ulanie: część Krasewa i z Parafii w Wojcieszkowie: Oszczepalin.

## Terytorium parafii
Terytorium parafii obejmuje Wolę Osowińską, Nowiny, Osowno, Oszczepalin Drugi oraz Krasew, 

## Kościół parafialny
Obecny kościół został wybudowany w 1856 roku przez właścicieli wsi, a rozbudowany w latach 1990–1994 przez ks. Jana Madeja.

## Proboszczowie
- ks. Roman Ryczkowski 1930 – styczeń 1932;
- ks. Aleksander Prus styczeń 1932 – 3 sierpnia 1932;
- ks. Zdzisław Rybak 3 sierpnia 1932 – 20 czerwca 1935;
- ks. Konstanty Kozyra 20 czerwca 1935 – wrzesień 1942;
- ks. Henryk Markowski wrzesień 1942 – grudzień 1944;
- ks. Jan Socha lipiec 1945 – październik 1945;
- ks. Stanisław Cybula 25 listopada 1945 – 1 października 1949;
- ks. dr  Stanisław Jurzysta 15 października 1949 – 22 kwietnia 1952;
- ks. Edward Skolimowski 30 kwietnia 1952 – 15 listopada 1967;
- ks. Stanisław Tkacz 20 grudnia 1967 – 30 sierpnia 1988;
- ks. Jan Madej 30 sierpnia 1988 – 11 sierpnia 2002;
- ks. Jerzy Kalicki 11 sierpnia 2002 – 21 sierpnia 2014;
- ks. kan. Stefan Kurianowicz od 21 sierpnia 2014
- ks. kan. Franciszek Izdebski  29 stycznia 2017 - 12 marca 2017 (administrator parafii, na czas nieobecności proboszcza, następnie emeryt)